# Australischer Geisterpilz
Der Australische Geisterpilz (Omphalotus nidiformis, Syn.: Pleurotus nidiformis, Pleurotus lampas, Pleurotus phosphorus, Panus incandescens) ist ein giftiger Basidienpilz, der sich durch seine biolumineszenten Eigenschaften auszeichnet, d. h., er leuchtet im Dunkeln. Er tritt besonders in Süd-Australien und Tasmanien auf, wurde aber im Jahr 2012 auch in Indien nachgewiesen. Omphalotus nidiformis ist eine von mehreren Arten in der kosmopolitischen Gattung Omphalotus, die alle biolumineszente Eigenschaften besitzen.

## Beschreibung
Die fächer- oder trichterförmigen Fruchtkörper haben Durchmesser von bis zu 30 Zentimetern. Sie wachsen meist in großen Büscheln und zeigen dann teils irregulär geformte Hüte und sind dann oft exzentrisch gestielt und erinnern dann an Vertreter der Gattung der Seitlinge (Pleurotus). Einzelfruchtkörper mit zentralem Stiel sind die Ausnahme und kommen am ehesten auf vergrabenem Holz vor. Der Hutrand ist bei dicht büschelig wachsenden Fruchtkörpern gerne wellig bis irregulär und bei älteren Fruchtkörpern radial eingerissen.

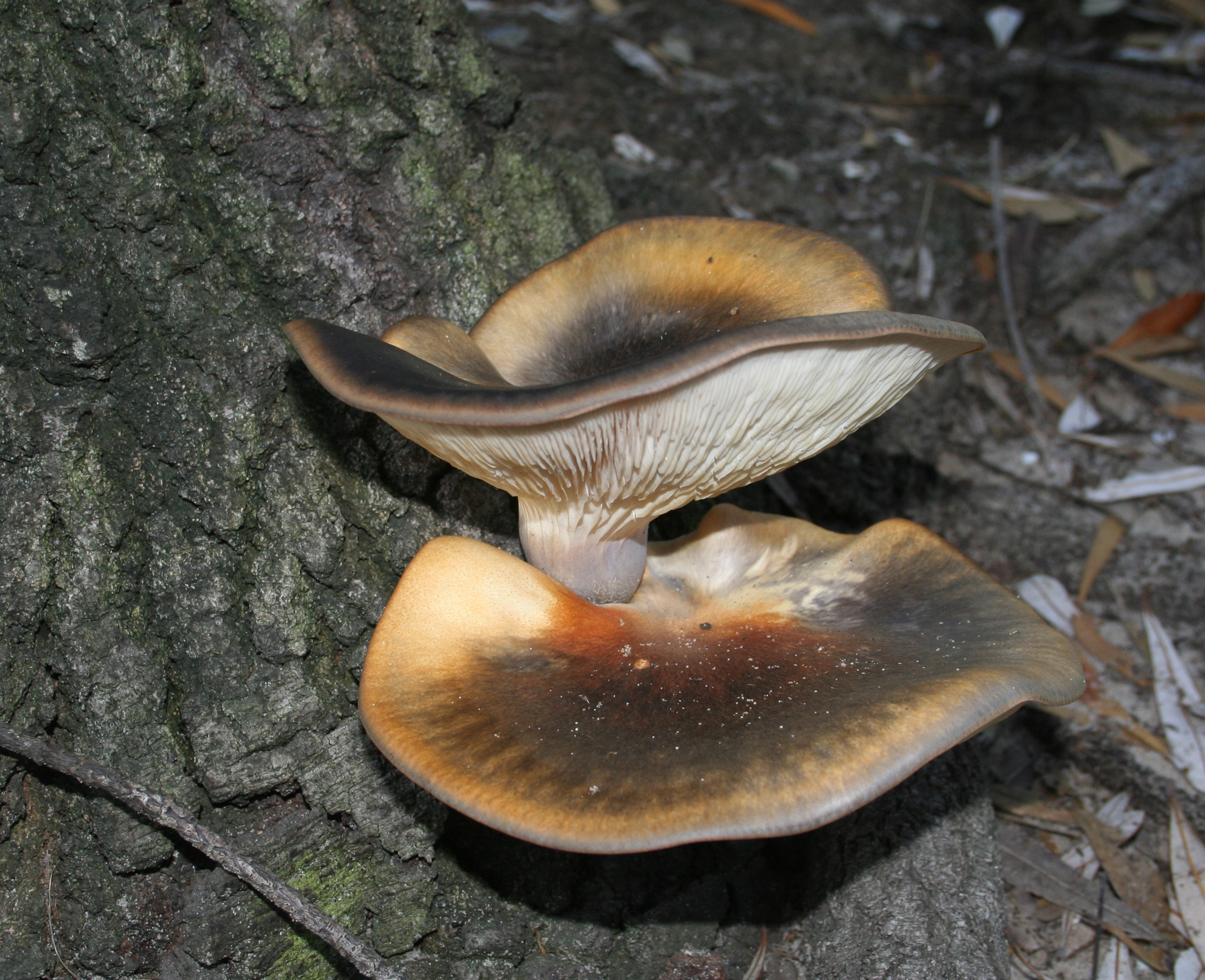
Dunkel gefärbte Fruchtkörper, Sydney

Die Huthaut ist jung matt, später glatt, erst cremeweiß, sehr blass, später vor allem in der Hutmitte aber mit einem weiten Farbspektrum – es treten gelbliche, ockerbräunliche, blass falbe, bronzefarbene, zimtbräunliche, braune, graubraune, schokoladenbraune bis violett-schwärzliche Töne auf, insbesondere in der Hutmitte der vom Licht beschienenen Fruchtkörper, also an den Bereichen der Huthaut, die am längsten dem Licht ausgesetzt sind.
Die Lamellen sind cremeweiß, jung dichtstehend, später etwas weniger dicht, häufig gegabelt und anastomisierend und laufen weit am Stiel herab. Der Stiel ist fünf bis 7,5 Zentimeter lang und meist kräftig (dann bis ca. vier Zentimeter dick), seltener schlanker, dann nur bis zwei Zentimeter dick. Die Stieloberfläche ist meist weiß bis cremegelblich, seltener auch bräunlich. Sie ist zudem etwas längsfaserig, zeigt gerne graue Pusteln und die Stielhaut neigt dazu, aufzureißen.

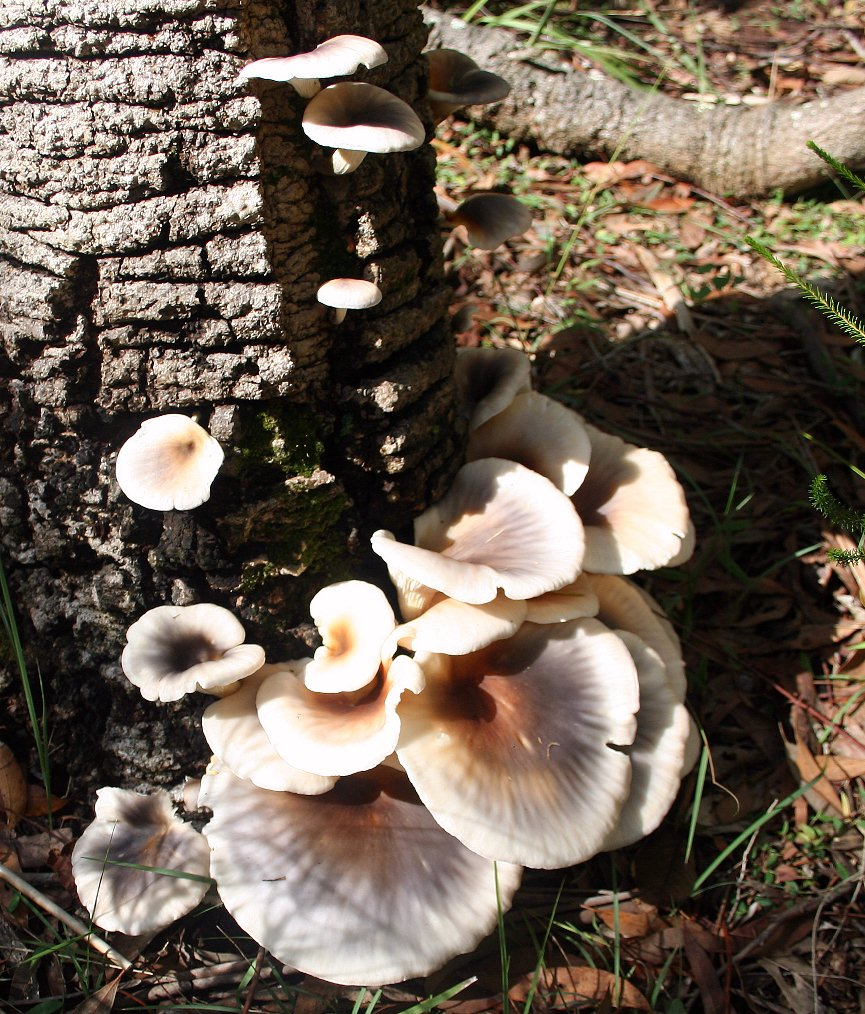
Fruchtkörper, die aus einer tiefen Verletzung der Borke von Banksia serrata wachsen.
Sylvan Grove Native Garden, Picnic Point, New South Wales

Das helle, weiße Hutfleisch ist bei Fruchtkörpern, die beschattet wachsen, fast durchsichtig und relativ zart, während es, wenn es dem Licht ausgesetzt war, undurchsichtig und zäh ist. Das Stielfleisch ist weiß und ausgesprochen zäh.
Die Fruchtkörper und hier insbesondere die Lamellen zeigen eine deutliche, im Dunklen gut wahrnehmbare Biolumineszenz. Sie ist so deutlich ausgeprägt, dass man sie auch nachts direkt im Gelände beobachten kann.
Die Sporen sind elliptisch und messen 7–9 × 5–6 µm.

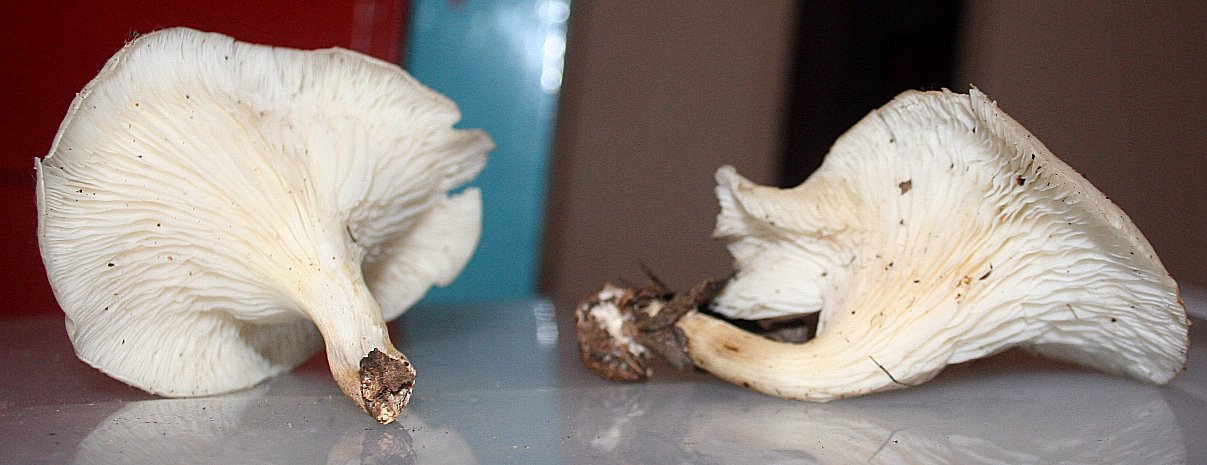
Fruchtkörper bei Tageslicht

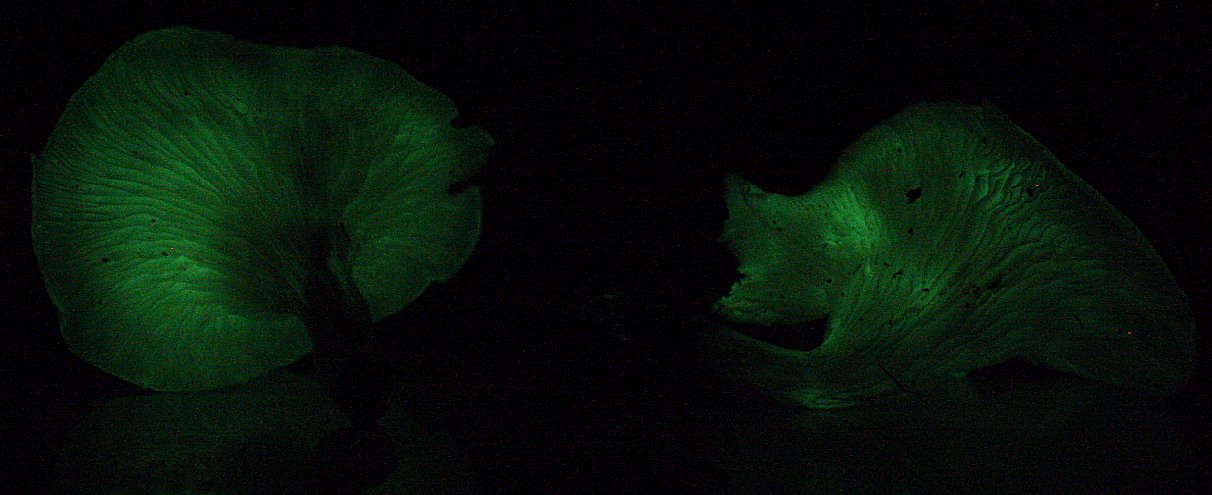
Gleiche Fruchtkörper, Licht aus

## Ökologie
Der Pilz lebt sowohl saprotroph als auch parasitär. Man findet ihn gruppenweise auf lebenden oder toten Bäumen, insbesondere an Banksia grandis, Agonis flexuosa, Allocasuarina spp., Corymbia calophylla und Eucalyptus spp.
Der Australische Geistpilz ist der Wirt des Käfers Thallis compta (Coleoptera: Erotylidae: Erotylinae).

## Verwechslungen
Der Australische Geisterpilz ähnelt, wenn es sich um helle Fruchtkörper handelt, aufgrund der Farbgebung, der Fruchtkörperform und der Gestalt der Lamellen sehr Vertretern der Gattung der Seitlinge (Pleurotus), so z. B. dem Austernpilz oder dem Lungen-Seitling, und wurde daher früher auch zu den Seitlingen gezählt. Im Zweifel ist durch die Biolumineszenz eine Unterscheidung relativ einfach möglich. Ältere Fruchtkörper sind durch die bunte Farbgebung gut kenntlich.

## Systematik
Es wird berichtet, dass die erste wissenschaftliche Erwähnung aus dem Jahre 1844 stammt. Seine Benennung war wohl zunächst uneinheitlich. Die heutige Bezeichnung stammt von Orson K. Miller Jr. aus dem Jahr 1994. Sein wissenschaftlicher Name stammt vom lateinischen nidus „Nest“, daher „nestförmig“. Wegen der Ähnlichkeit mit dem essbaren Austernpilz wurde er vorher als ein Mitglied dieser Gattung (Pleurotus) betrachtet und unter den ehemaligen Namen Pleurotus nidiformis oder Pleurotus lampas beschrieben.

## Biolumineszenz
Die Biolumineszenz wird durch die Oxidation von Luciferinen durch das Enzym Luciferase ausgelöst. Aufgrund der Assoziation des Australischen Geisterpilzes mit Insekten, so z. B. dem Käfer Thallis compta, wurde versucht, einen Zusammenhang zwischen der Biolumineszenz und dem Anlocken von Insekten zur Sporenverbreitung nachzuweisen. Dieser Nachweis schlug jedoch fehl.

## Giftigkeit
Im Gegensatz zu Austernpilzen ist Omphalotus nidiformis giftig und führt zu schweren Krämpfen und Erbrechen. Die toxischen Eigenschaften des Pilzes werden den sogenannten Illudinen zugeschrieben, die auch das Leuchten bewirken.